# ريخا (ممثلة)
ريخا (بالإنجليزية: Rekha)‏ هي ممثلة هندية، ولدت في 18 مايو 1971 في كيرلا في الهند.

## وصلات خارجية
- ريخا على موقع IMDb (الإنجليزية)
- ريخا على موقع قاعدة بيانات الفيلم (الإنجليزية)